# Cajsa Warg
Anna Christina Warg, känd som Cajsa Warg, född 23 mars 1703 i Örebro, död 5 februari 1769 i Stockholm, var en svensk hushållerska och författare. Hon är känd för Hjelpreda I hushållningen för unga Fruentimber ('Hjälpreda i hushållningen för unga fruntimmer'), som var en av de mest inflytelserika kokböckerna från mitten av 1700-talet till tidigt 1800-tal.

## Biografi
Warg föddes i Örebro som dotter till rådmannen Anders Warg och hans hustru Katharina ("Karin") Livijn. Hon flyttade hemifrån i unga år för att tjäna sitt levebröd och fick tjänst som hushållerska (vid den tiden kallad "husmamsell") i rika Stockholmsfamiljer, som greve Wolter Reinhold von Stackelberg, Berndt Otto von Stackelberg, och slutligen hos statssekreteraren och överpostdirektören Leonard Klinckowström i Stockholm.
År 1755 gav hon ut den första upplagan av sin kokbok Hjelpreda I hushållningen för unga Fruentimber som sammanlagt gavs ut i fjorton upplagor på svenska, fyra på tyska, en på finska och en på estniska. Under hennes livstid kom verket ut i ytterligare tre svenska upplagor med ett tillskott av en bok om färgning av garn samt ett "bihang" med ytterligare recept i den fjärde upplagan 1765.
I hennes "Hjelpreda" nämns uttrycket "man tager, om man så hafva kan", vilket sedan sägs ha omvandlats till det kända uttrycket "man tager vad man haver", som alltså felaktigt tillskrivs Warg. Dock börjar flera av hennes recept med orden "man tager ...". 
Det finns inga belägg för att Warg kallades Cajsa under sin livstid, utan benämns som Christina i skrifterna och signerar med det namnet.
Warg dog 1769 och gravsattes genom visst släktskap i det Klinkowströmska gravkoret i Klara kyrka i Stockholm. Några månader efter hennes död publicerades en gravskrift på vers i Carlskrona Weckoblad som avslutades med följande:
| ”                                      | Uppå grafwen bör bli skrifwit; Här nu hwilar Mamsell Warg, Som oss Kokeboken gifwit, och ej war på rätter karg. Lefwa skall hon i wårt minne, Wördas af hwar Delicat, Tils en ann, Mamsell wi finne, Som så wäl kan laga mat. | „ |
| Carlskronas Wekoblad nr 38, 1769-06-03 | |   |